# Ran

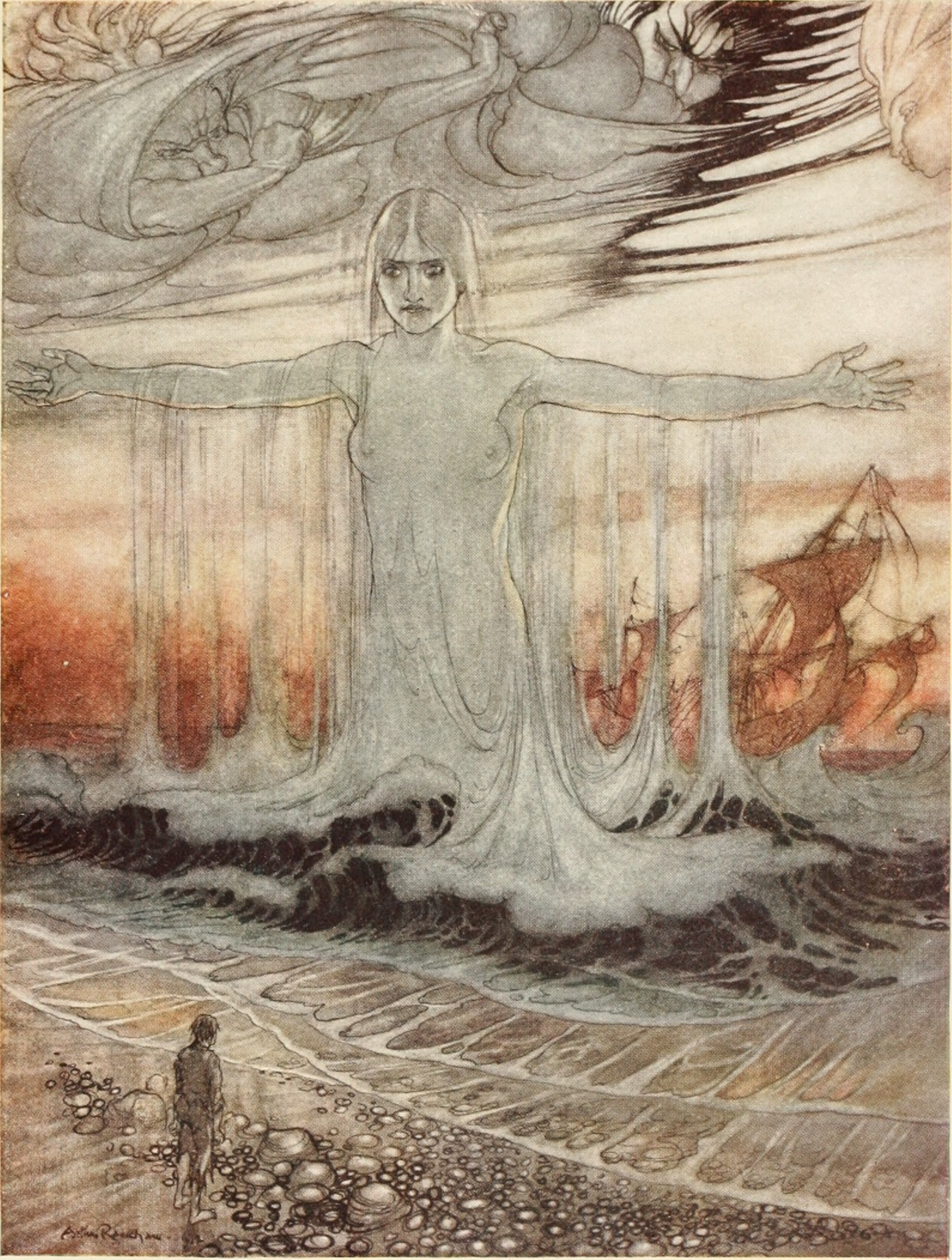
Ilustración de Rán por Arthur Rackham 1911.

En la mitología escandinava, Ran es una diosa marina que pesca a los ahogados con su red y se los lleva a su morada, en contraposición al Valhalla y al Niflheim. Ella tiene nueve hijas con su esposo Ægir. Posiblemente estas sean las madres de Heimdall.
En la poesía mitológica apenas aparece, pero está escrito que ahogarse es más o menos lo mismo que caer en las manos de Ran. Ella es la soberana del reino de aquellos que murieron ahogados y residen junto a ella en el fondo del mar. Mientras que Ægir, su esposo, representa los aspectos más agradables del mar, mientras que ella personifica su lado más oscuro, el traidor y ladrón. Muchos vikingos se aseguraban de llevar una pieza de oro al embarcar; en caso de naufragio, se la tenían que entregar a Ran para que no fuese muy cruel con ellos.
Se desconoce la etimología de la palabra Ran, pero probablemente tenga una influencia de la palabra homónima para robo, por lo cual Ran vendría a ser ladrona. También es posible una influencia de la palabra celta roean, formado por gran (ro) y fluir o verter (ean), por lo que Ran sería la marea alta.
Es mencionada en Skáldskaparmál y en la introducción en prosa a Reginsmál.